# Club Social y Deportivo Defensa y Justicia 2008-2009

## Rosa
| N. |                      | Ruolo | Calciatore          |
| -- | -------------------- | ----- | ------------------- |
|    | Argentina (bandiera) | P     | Guillermo Hernando  |
|    | Argentina (bandiera) | P     | Emiliano Olivero    |
|    | Argentina (bandiera) | P     | Emilio Folgar       |
|    | Argentina (bandiera) | D     | Facundo Fernández   |
|    | Argentina (bandiera) | D     | Claudio Greco       |
|    | Argentina (bandiera) | D     | Norberto Orrego     |
|    | Argentina (bandiera) | D     | Fernando Alloco     |
|    | Argentina (bandiera) | D     | Silvio Duarte       |
|    | Argentina (bandiera) | D     | Luis Vergara        |
|    | Argentina (bandiera) | D     | Ernesto Maceira     |
|    | Argentina (bandiera) | D     | Emiliano Ciucci     |
|    | Argentina (bandiera) | D     | Fernando Montenegro |
|    | Argentina (bandiera) | D     | Ricardo González    |
|    | Argentina (bandiera) | C     | Darío Zárate        |
|    | Argentina (bandiera) | C     | David Vega          |

| N. |                      | Ruolo | Calciatore           |
| -- | -------------------- | ----- | -------------------- |
|    | Argentina (bandiera) | C     | Emiliano Romero      |
|    | Argentina (bandiera) | C     | Maximiliano Carrasco |
|    | Argentina (bandiera) | C     | Cristian Canuhé      |
|    | Argentina (bandiera) | C     | Néstor Agotegaray    |
|    | Argentina (bandiera) | C     | Pablo Verón          |
|    | Argentina (bandiera) | C     | Nelson Acevedo       |
|    | Argentina (bandiera) | C     | Miguel Monay         |
|    | Argentina (bandiera) | C     | Mauricio Yedro       |
|    | Argentina (bandiera) | A     | Mariano Sabadia      |
|    | Argentina (bandiera) | A     | Federico Barrionuevo |
|    | Argentina (bandiera) | A     | Marcelo Bergesse     |
|    | Argentina (bandiera) | A     | Adrián Aranda        |
|    | Argentina (bandiera) | A     | Omar Zalazar         |
|    | Argentina (bandiera) | A     | Pablo Bueno          |
|    | Argentina (bandiera) | P     | Fernando Pellegrino  |